# Exibicionismo

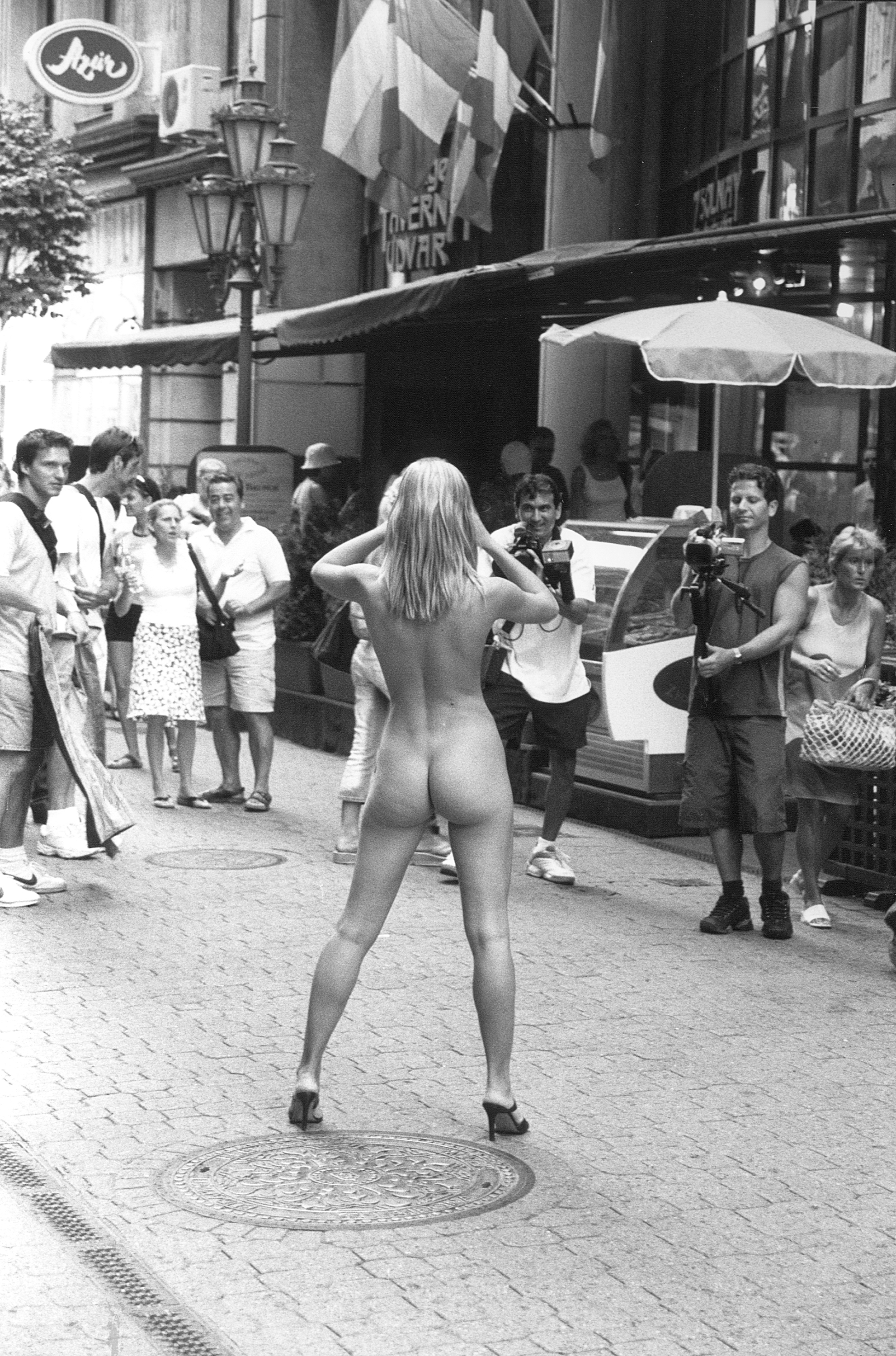
Uma modelo nua na rua em Budapeste.

Exibicionismo é o ato de expor em um contexto público ou semipúblico as partes íntimas de alguém – por exemplo, os seios, genitais ou nádegas. A prática pode surgir de um desejo ou compulsão de se expor dessa maneira a grupos de amigos ou conhecidos, ou a estranhos para sua diversão ou satisfação sexual, ou para chocar o espectador. Expor-se apenas a um parceiro íntimo normalmente não é considerado exibicionismo.
Legalmente nos países lusófonos, o ato de exibicionismo pode ser enquadrado a depender da situação em atentado violento ao pudor, importunação sexual, ou outras expressões.

## Pseudo-exibicionismo e distinções
O exibicionismo eventual, decorrente de alteração momentânea dos freios psicológicos pela ingestão de substâncias desinibidoras (como, v.g., o álcool, certas drogas como o LSD, e outras), não pode se caracterizar como a típica parafilia do exibicionismo.
Também a agorafilia não se constitui exibicionismo, pois esta consiste na prática sexual em local aberto, independente da existência de pessoas observando.